# 韋塞利 (明尼蘇達州)
韋塞利（英語：Veseli）是位於美國明尼蘇達州賴斯縣惠特蘭鎮區的一個非建制地區，得名自捷克城鎮盧日尼采河畔韋塞利。

## 地理
韋塞利所處的海拔為高於海平面328米（即1076英呎），而該地所採用的時區為UTC-6，即北美中部時區（CST）。同時該地設有夏令時間，為UTC-6調快一小時，即UTC-5（CDT）。